# 걱정말아요
"걱정말아요"는 2017년에 개봉한 대한민국의 영화이다.

## 캐스팅
애타는 마음
- 정지순 : 춘길 역
- 이시후 : 현준 역

새끼손가락
- 권기하 : 혁 역
- 박정근 : 석 역

소월길
- 박명신 : 점순 역 (아역) : 윤정은
- 고원희 : 은지 역
- 조혜훈
- 윤준석
- 박상언
- 이준상 : 준 역
- 장민영 : 민 역
- 이종걸 : 사무국장 역
- 이휘종 : 용근 역
- 최무성 : 밴츠남 역
- 박수영 : 주방장 역
- 박진우 : 식당주인 역
- 나종민 : 택시기사 역
- 하수호 : 세단남 역
- 조현숙 : 소월길여 1 역
- 강다윤 : 소월길여 2 역
- 이호현 : 마티즈남 역
- 김진섭 : 식당손님 역
- 김현회 : 식당손님 역
- 민용근 : 식당손님 역
- 김소라 : 식당손님 역
- 홍준표 : 식당손님 역
- 최지선 : 식당손님 역
- 박설민 : 식당손님 역
- 윤정효 : 식당손님 역